# Blepharicera micheneri
Blepharicera micheneri är en tvåvingeart som först beskrevs av Alexander 1959.  Blepharicera micheneri ingår i släktet Blepharicera och familjen Blephariceridae.
Artens utbredningsområde är Kalifornien. Inga underarter finns listade i Catalogue of Life.